# Kazimierz Zalewski

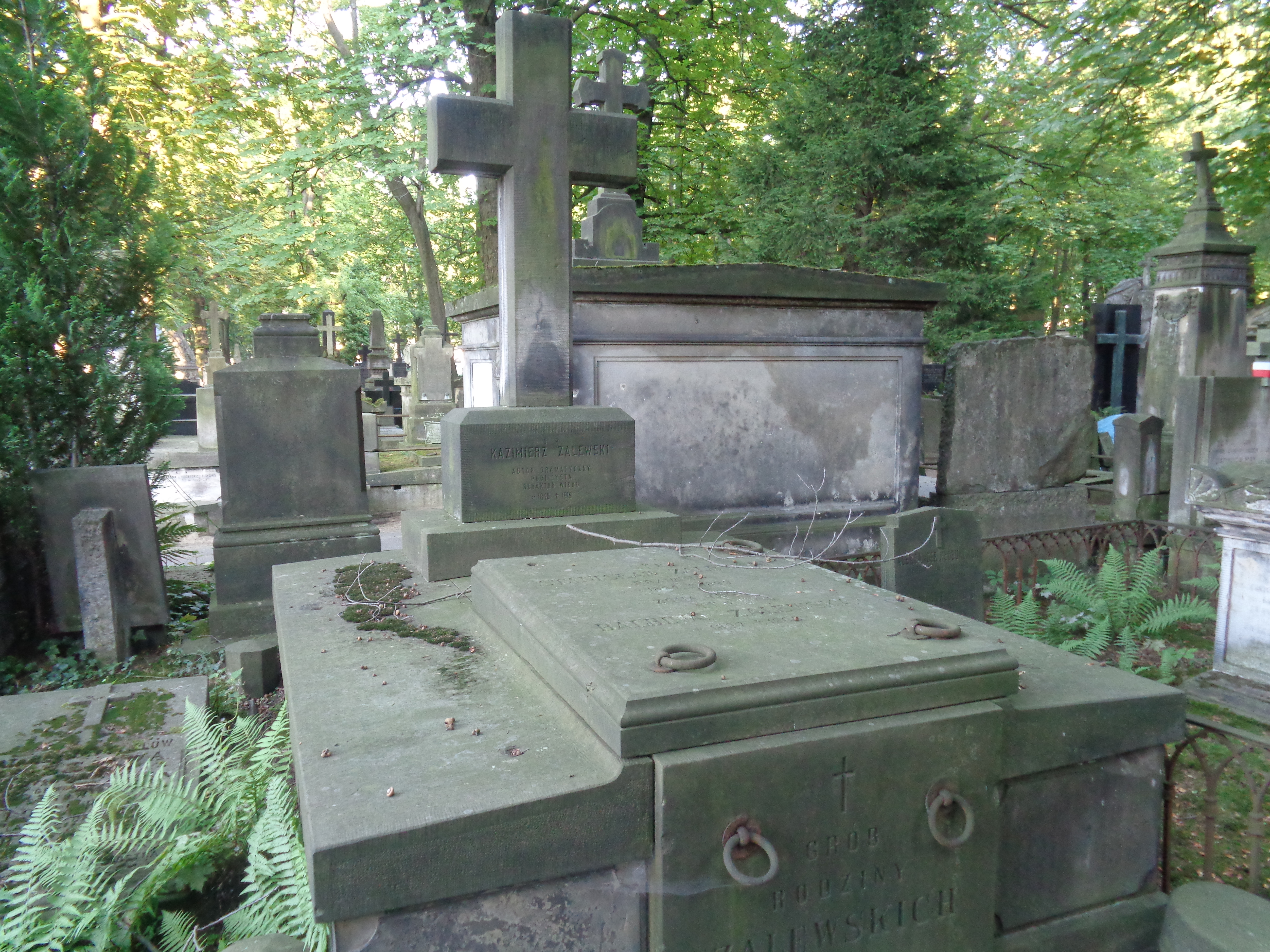
Nagrobek Kazimierza Zalewskiego na cmentarzu Powązkowskim w Warszawie

Kazimierz Zalewski (ur. 5 grudnia 1849 w Płocku, zm. 11 stycznia 1919 w Warszawie) – polski tłumacz, dramatopisarz i publicysta.

## Życiorys
Był synem Stanisława, adwokata, i Balbiny z Wołowskich. W 1865 rozpoczął studia na Wydziale Prawa w Uniwersytecie Warszawskim, które ukończył w  1870. Był jednym z bardziej znanych krytyków teatralnych. Od 1887 ogłaszał recenzje w „Kurierze Porannym”, od 1889 w „Kurierze Warszawskim”, od 1875 był redaktorem i właścicielem dziennika „Wiek”. Od 14 września 1907 do 14 lipca 1908 był dyrektorem artystycznym WTR. Od 3 stycznia 1908 do 1915 prowadził Szkołę Aktorską w Warszawie. Od 15 października 1909 do końca 1918 był dyrektorem Teatru Małego w Warszawie.
Został pochowany na cmentarzu Powązkowskim w Warszawie (kwatera 7-2-9/10).
Autor:
- Bez posagu, 1868;
- Wycieczka za granicę, 1872;
- Z postępem, 1873;
- Przed ślubem, 1876; i inne.

Tłumacz:
- Molier, Szkoła kobiet: komedya w pięciu aktach wierszem, 1875;
- Molier, Świętoszek= Tartuffe: komedya w pięciu aktach wierszem, 1875;
- Françoise Joseph Terrasse, Wybór bajek, 1942
- Ernest Legouve, Bez stanu, 1875: